# Autonomia e Indipendenza
Autonomia e Indipendenza è un'associazione di magistrati, ed è la più recente delle componenti in cui è organizzata al suo interno l'Associazione nazionale magistrati (ANM), nata nel 2015 dopo la fuoriuscita da Magistratura Indipendente. 

## Caratteristiche
L'assemblea fondativa si è tenuta a Roma il 28 febbraio 2015, a opera di un gruppo di magistrati fuoriusciti da M.I..
Viene nominato presidente Piercamillo Davigo e segretario coordinatore Alessandro Pepe. Alle elezioni per i componenti del comitato direttivo centrale dell'Associazione Nazionale Magistrati del 2016, il neonato gruppo ottiene l'ottimo risultato di 1.300 voti circa e sei seggi, con Davigo candidato più votato in assoluto (1.041 voti di preferenza). 
Il gruppo si propone, tra l'altro, l'obiettivo di "assicurare e promuovere l'autonomia e l'indipendenza della Magistratura da qualsiasi ingerenza da parte di ogni altra forma di centri di potere di fatto quali, ad esempio, quelli politici, economici o finanziari". Nell'aprile 2016 Davigo viene nominato presidente dell'Associazione nazionale magistrati fino all'aprile 2017.
Nel luglio 2017 Davigo lascia la giunta di ANM, insieme a tutta la corrente, in polemica con le modalità di scelta degli incarichi direttivi dei magistrati. Nel luglio 2018 eleggono due membri del CSM: lo stesso Davigo (con funzioni di legittimità) e Sebastiano Ardita (con funzioni requirenti di merito).